# Будры (гмина)
Будры (пол. Budry) — сельская гмина (волость) в Польше, входит как административная единица в Венгожевский повят, Варминьско-Мазурское воеводство. Население — 3107 человек (на 2004 год).

## Демография
Данные по переписи 2004 года:
| Перепись                       | Всего   | Всего | Женщины | Женщины | Мужчины | Мужчины |
| ------------------------------ | ------- | ----- | ------- | ------- | ------- | ------- |
| Единицы                        | человек | %     | человек | %       | человек | %       |
| Население                      | 3107    | 100   | 1542    | 49,6    | 1565    | 50,4    |
| Плотность населения (чел./км²) | 17,8    | 17,8  | 8,8     | 8,8     | 8,9     | 8,9     |

## Сельские округа
1. Бжозувко
2. Будры
3. Будзево
4. Гуры
5. Гронды-Венгожевске
6. Ольшево-Венгожевске
7. Оловник
8. Павлово
9. Пилаки-Мале
10. Попёлы
11. Сонкелы-Мале
12. Собехы
13. Венжувко
14. Венцки
15. Воля
16. Заброст-Вельки

## Поселения
1. Богумилы
2. Домбрувка
3. Довяты
4. Дроглево
5. Козляк
6. Марышки
7. Мнишки
8. Оловник-ПГР
9. Петреле
10. Пётрувко
11. Похвалки
12. Скалиско
13. Выдутки
14. Заброст

## Соседние гмины
1. Гмина Бане-Мазурске
2. Гмина Позездже
3. Гмина Венгожево